# Ingrid Skerfe-Nilsson
Ingrid Maria Skerfe-Nilsson, född 27 mars 1918 i Stockholm, död 25 mars 2004 i Täby, var en svensk textilkonstnär.
Hon var dotter till folkskolläraren Johan Erik Skerfe och till 1972 gift med Nils Nilsson. Hon studerade vid Högre konstindustriella skolan i Stockholm och arbetade efter studierna något år med kyrklig textil vid Libraria i Stockholm. Hon var därefter anställd inom hemslöjdsorganisationerna i Östersund och Linköping och under sex år vid Uppsala läns hemslöjdsförening. Hon etablerade en egen textilateljé i Uppsala 1951 där hon specialiserade sig på ryor och flossamattor. Hon hämtade sin viktigaste inspirationskälla från konsthantverket i miljön vid klostret Stans vid Luzern i Schweiz där kapucinernunnan Augustina Flüeler skapade en kyrklig textil som räknas till samtidens bästa. Bland hennes offentliga arbeten märks mattan Midnattsol för Luleå domkyrka och för Maria församling i Stockholm utförde hon kompositionen Mot ljuset. Separat ställde hon ut hos Artek i Uppsala 1959 och hon medverkade i ett flertal konsthantverksutställningar bland annat i Liljevalchs hemslöjdsutställning 1948, Nationalmuseums Nyttokonstnärerna 1949, H55 i Helsingborg, Konsthantverkarnas gilles utställningar på Liljevalchs 1956 och Form i centrum som visades i Stockholm och Lund samt den interskandinaviska utställningen Formed Scandinaves i Paris.